# Schatten-Mönch

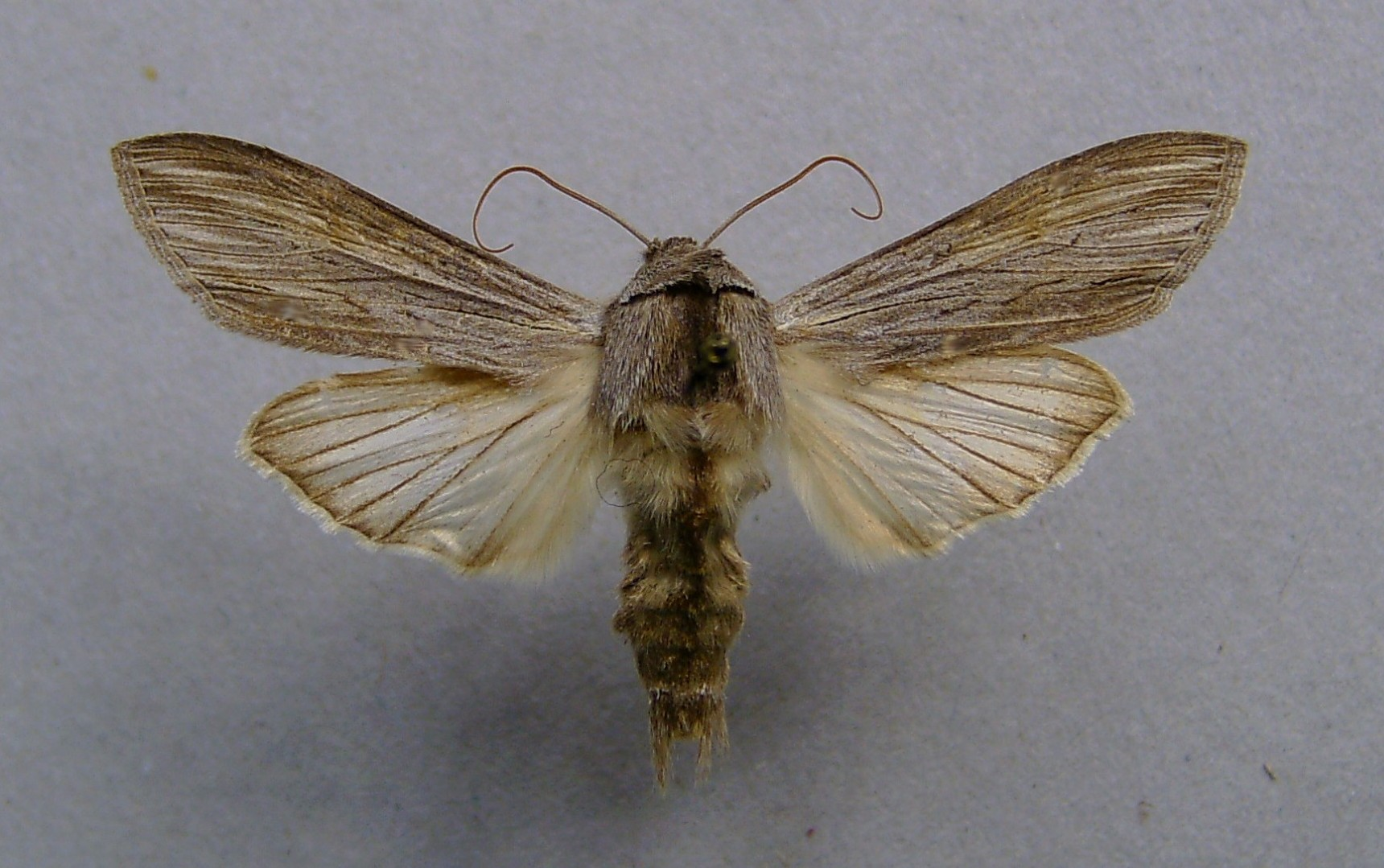
Gespannter Falter

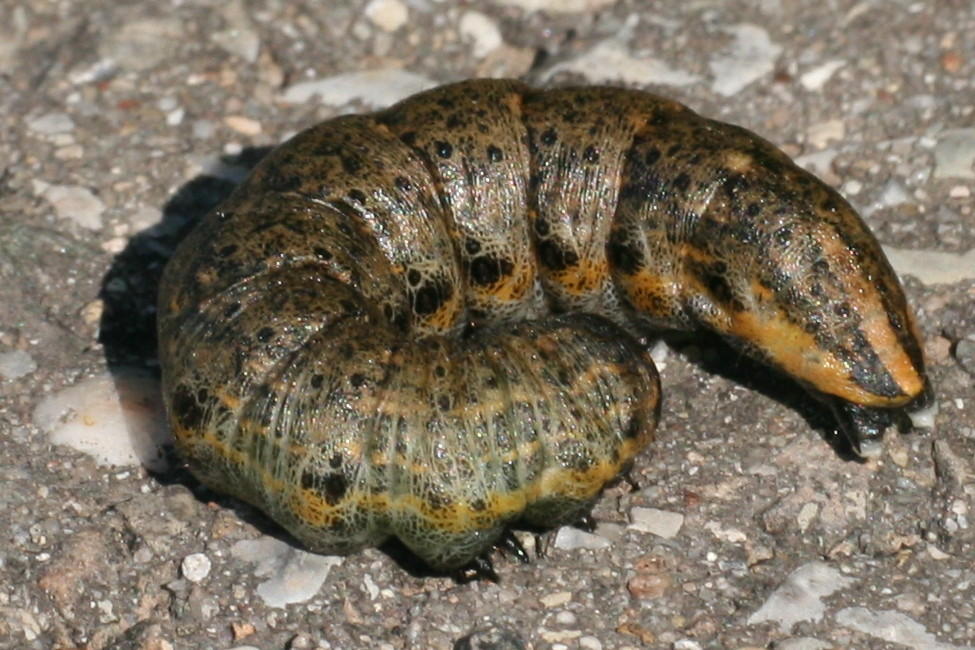
Raupe des Schatten-Mönchs

Der Schatten-Mönch (Cucullia umbratica) ist ein Schmetterling (Nachtfalter) aus der Familie der Eulenfalter (Noctuidae).

## Merkmale
Der Schatten-Mönch erreicht eine Flügelspannweite von etwa 42 bis 52 Millimetern. Die Vorderflügel sind aschgrau, schmal und lang und laufen im Apex spitz zu. Der Außenrand der Vorderflügel verläuft nahezu gerade. Im Mittelfeld findet man einen mehr oder weniger deutlichen ockerfarbenen Wisch, der den Schattenmönch von anderen Cucullia-Arten unterscheidet. Im Saumfeld befinden sich sehr dünne schwarze, weißlich gerandete Striche und unter der verloschenen Nierenmakel ist ein kurzer, schwarzer Bogenstrich zu sehen. Die Saumlinie ist schwarz gefärbt und in Strichflecke aufgelöst. Die Hinterflügel der Männchen haben eine weißliche Grundfärbung mit einem dunklen Geäder, während die Hinterflügel der Weibchen bräunlich und an der Basis mehr oder weniger aufgehellt sind.
Die Raupen zeichnen sich durch eine schwarz-braun marmorierte Tarnfärbung aus, die sie von anderen Cucullia-Arten unterscheidet. Die Spitzen der Bauchbeine und des Nachschiebers (letztes Beinpaar) sind weißlich, die Unterseite und die Beine sind schwarz.

### Ähnliche Arten
- Kamillen-Mönch (Cucullia chamomillae) (Denis & Schiffermüller, 1775)
- Lattich-Mönch (Cucullia lactucae) (Denis & Schiffermüller, 1775)
- Rainfarn-Mönch (Cucullia tanaceti) (Denis & Schiffermüller, 1775)
- Kräuter-Mönch (Cucullia lucifuga) (Denis & Schiffermüller, 1775)
- Cucullia fraterna (Butler, 1878)
- Cucullia syrtana (Mabille, 1888). Nordafrika, Teneriffa, Fuerteventura
- Glockenblumen-Mönch (Cucullia campanulae) (Freyer, 1831)
- Dunkelgrauer Goldaster-Mönch (Cucullia xeranthemi) (Boisduval, 1840)

## Geographische Verbreitung und Lebensraum
Man findet den Schattenmönch in ganz Europa mit Ausnahme des südlichen Mittelmeerraums, wo die Art entweder fehlt oder nur in den Gebirgen vorkommt (Südspanien, Süditalien, Griechenland). Im Norden reicht das Verbreitungsgebiet bis zu den Orkney-Inseln und in das mittlere Fennoskandien. Außerhalb von Europa ist der Schattenmönch von Vorderasien und dem Kaukasusgebiet bis nach Ostsibirien, Turkestan und die Mongolei verbreitet. Seit 1998 ist die Art auch in der Nähe von Havre-aux-Maisons,
Magdalenen-Inseln (Québec, Kanada) nachgewiesen, wohin sie vermutlich eingeschleppt worden ist.
Er ist ein häufiger und weit verbreiteter Nachtfalter. Er besiedelt hauptsächlich Offenlandbiotope wie Heiden, Ödländer, Wiesen, Waldränder, Gärten, Parks.

## Lebensweise
Der Schatten-Mönch bildet eine Generation im Jahr, deren Falter von Mitte Mai bis Mitte August fliegen. Die dämmerungs- und nachtaktiven Falter werden von künstlichen Lichtquellen angezogen. Die Falter findet man tagsüber ruhend an Zaunpfählen, Telegrafenmasten oder anderen verwitterten Holzoberflächen, wo sie wegen ihrer Färbung gut getarnt sind. Sie fliegen in der Dämmerung und am Abend verschiedene Blüten an, u. a. von
- Pechnelken (Lychnis spec.)[4]
- Leinkräutern (Silene spec.)[4]
- Heckenkirschen (Lonicera spec.)[4][2]
- Bartnelke (Dianthus barbatus)[4]
- Rote Spornblume (Centranthus ruber)[4]
- Disteln[4]
- Schmetterlingsflieder (Buddleja davidii)[2]
- Wohlriechendes Geißblatt (Lonicera caprifolium)[2]
- Pfingstnelke (Dianthus gratianopolitanus)[2]
- Taubenkropf-Leimkraut (Silene vulgaris)[2]
- Hoher Stauden-Phlox (Phlox paniculata)[2]
- Türkenbundlilie (Lilium martagon)[2]

Die Raupen können von Ende Juni bis September angetroffen werden. Eine zweite Generation in klimatisch günstigen Gebieten wird diskutiert.
Die Raupen sind nachtaktiv und verstecken sich am Tag unter den Blättern in Bodennähe. Sie fressen an folgenden Futterpflanzen:
- Gänsedisteln (Sonchus spec.)[5]
- Habichtskräuter (Hieracium spec.)[5]
- Wegwarten (Cichorium spec.)[5]
- Ferkelkräuter (Hypochocris spec.)[5]
- Löwenzahn (Taraxacum) (Taraxacum spec.)[5]
- Löwenzahn (Leontodon) (Leontodon spec.)[5]

Sie verpuppen sich im Herbst im Boden, wobei die Puppen häufig ein bis zwei Jahre überliegen.